# 파란 낙엽
파란 낙엽은 1976년 공개된 대한민국의 영화이다.

## 배역
- 이덕화
- 한유정
- 여수진
- 최성호
- 전영주
- 유명순
- 천은아